# Hermész
Hermész (görögül Έρμῆς; a rómaiaknál Mercurius, az etruszkoknál Turms) Zeusz és Maia nimfa gyermeke, az istenek hírnöke a görög mitológiában. Ez volt legfontosabb rangja, de emellett ő volt a pásztorok, utazók, kereskedők, súly- és hosszmértékek istene, az ékesszólás, irodalom, az atlétika és a tolvajok védelmezője. Ezek mellett közismert volt az olümposziak között furfangjáról és ravaszságáról. A költészetet sem vetette meg, és ezért Apollón egyik legközelibb barátja volt.

## Attribútumai

### Pálca
Hermész mint az istenek hírnöke hordja a kerükeión pálcát (a rómaiak „caduceus”-nak nevezik). Pálcáján két kígyó tekereg és fölöttük egy angyalszárny található.

### Szárnyas csizma és karimás kalap
Hermész szárnyas, rövid bőrcsizmát visel, amit a görögök így neveztek: „pteroeis pedila” (római neve: „talaria”). A széles karimájú nemezsapka Aidoneusz kalapja volt (a Láthatatlané), ami láthatatlanná tette a viselőjét.

### Arany kard
Hermész fegyvere egy arany kard, emiatt kapta az „aranykardú” állandó jelzőt. Ezt az arany kardot viselve ábrázolták az istenek és a gigászok közötti háborúban.

### Pásztorsíp
Amikor Hermész pásztorként jelent meg, pásztorsíppal terelgette a jószágot.

## Története
Maia Atlasz gyermeke volt, a pleiaszok egyike. Az éjszaka közepén, amikor már minden isten elszenderült az Olümposzon Zeusz lelopakodott Maia mellé, és együtt töltötték az éjszakát. Mire Éósz felkeltette a napot, a főisten már az Olümposzon volt. Az éjszaka megfogant Hermész, és még napkelte előtt világra jött. Maia megmosdatta, bepólyázta, és azután kimerülten ágyába dőlt és elaludt. A gyermek Hermész addig fészkelődött, hogy kihámozta magát a pólya szoros kötéséből, és a bokáján nőtt szárnyak segítségével Thesszáliába ment, ahol Apollón csordái legeltek. A gyermeknek megtetszett a csorda, és egy Püloszhoz közeli barlangba hajtotta őket, a nyomokat pedig eltüntette, oly módon, hogy hátrafelé vezette be az 50 tehenet a barlangba, így azok fordított nyomokat hagytak maguk után. Útközben talált egy teknőst, amelyet megölt, és belsőségeit is kiszedte. A teknőspáncélra pedig ráerősítette az egyik tehén beleit. Így született meg a líra. A reggeli nap már fenn ragyogott az égen, amikor Hermész visszatért anyja mellé, és ugyanúgy bepólyálta magát. Apollón azonban észrevette a lopást, és hamarosan Maiánál volt, és követelte vissza a csordáját, amit a csecsemő Hermész ellopott. A nimfa nem akarta elhinni, hogy a gyermek ilyet tudott tenni, így vita tört ki. Zeusz látott fentről mindent, és elmondta, hogy Hermész mit is csinált az éj leple alatt. Ekkor felhangzott egy lágy dallam, Hermész játszott a líráján. Apollón azonnal rabja lett a hangszer édes hangjának, és szíve teljesen meglágyult. Hermésznek adta egész csordáját cserébe a líráért, sőt neki ajándékozta az aranypálcáját is, amelynek rendkívüli varázsereje volt. Ezt a pálcát később kicsit átalakította, és ez lett Hermész egyik kísérője és attribútuma. Az arany pálcán két kígyó fonódott össze egy nyolcas alakjában, és a pálca törzsén két szárnyacska is volt. Ezt a pálcát kerükeiónnak nevezték, latin neve pedig Caduceus volt. Apollón a pálca és a csorda mellé egy tanácsot is adott a kis Hermésznek: menjen el Parnasszosz hegyére és az ottani papnőktől, a Thriáktól tanulja meg a jóslás művészetét. Hermész megfogadta tanácsát és ezáltal tökéletesen fel volt készülve olümposzi feladataira.
Mivel anyja alacsonyabb rangú istennő volt, nem került fel rögtön az Olümposzra, így a földön maradt, és az árkádiaiak nyáját őrizte. Eközben találta ki a sípot, s hogy a tűzgyújtással ne kelljen vesződnie, kitalált egy gyújtószerszámot is. További találmányai közül a számokat, a mértékegységeket és az ábécét érdemes megemlíteni. Amikor megunta a földi életet, kérte anyját, engedje fel az Olümposzra a fényes paloták közé a jólétbe. Anyja óvta őt, hogy nem fogják befogadni. Erre Hermész azt mondta, ha nem engedik fel, rablóbandát szervez és az élére áll annak.
Az olümposzi istenek azonban kedvesen fogadták, mert már hallottak csínytevéseiről, és Zeusz küldöncévé nevezték ki. Irisznek is hasonló feladatai voltak, de ő csak továbbította a főisten utasításait, Hermész végre is hajtotta őket.
Sok mitikus hősnek és istennek segített:

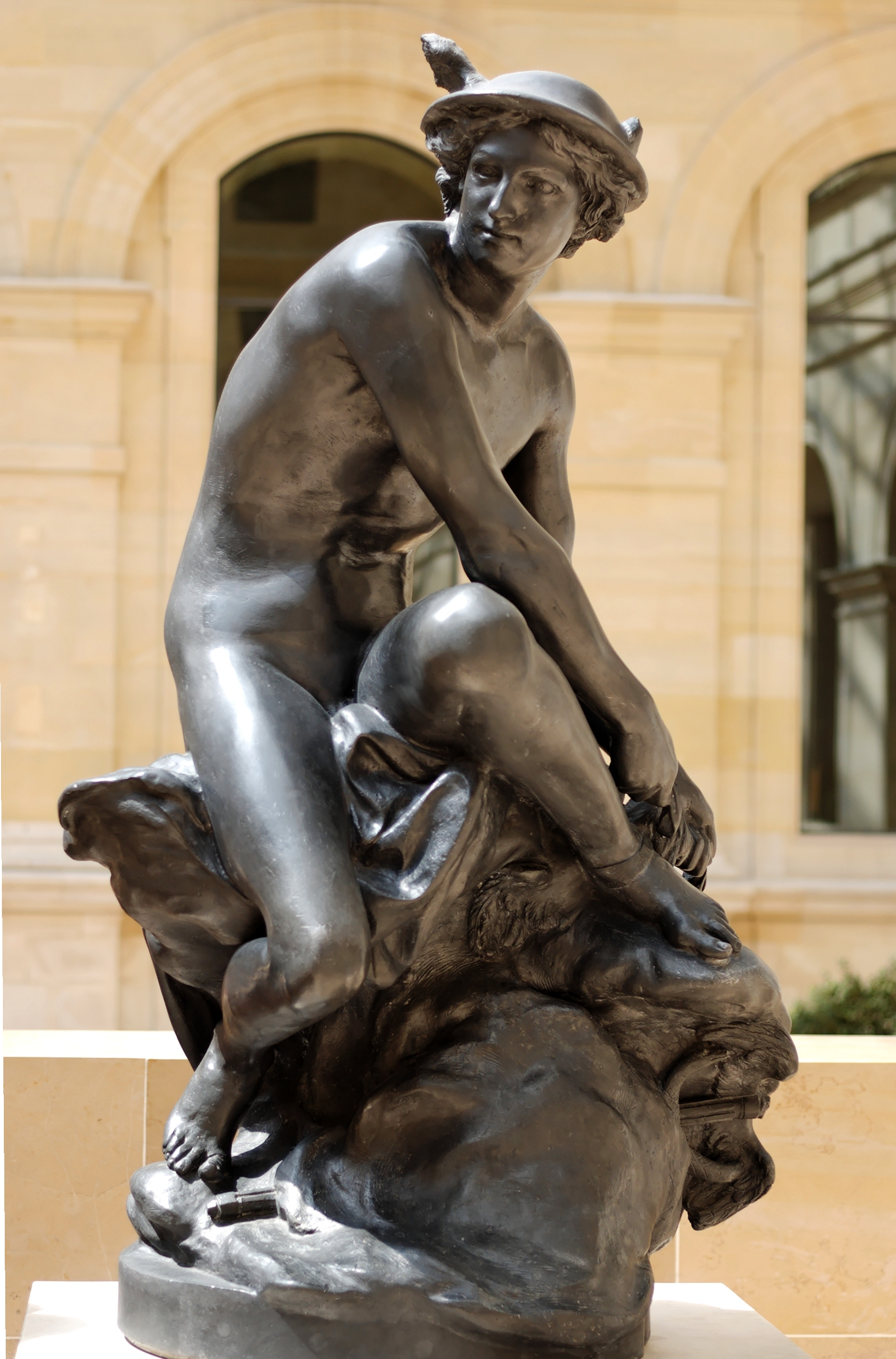
Jean-Baptiste Pigalle: Saruját kötöző Hermész

- Megmentette Dionüszoszt, Zeusz fiát, akit Athamasz orkhomenoszi király őrültségi rohamában –  amit Héra küldött rá – meg akart ölni
- Ő végzett Argosszal, a százszemű pásztorral, aki Héra parancsára őrizte Iót, Zeusz kedvesét.

Amikor Zeusz a tehénné változtatott Iót szerette volna magáévá tenni, a főisten Hermészhez fordult tanácsért, ugyanis féltékeny felesége, Héra a százszemű Argoszt rendelte Ió mellé őrnek. Hermész leszállt Argosz mellé, és furulyáján olyan nyájasan kezdett el játszani, hogy az óriás elaludt, és mialatt aludt, Hermész levágta a fejét, így Zeusznak most már szabad útja volt.
- Kiszabadította Arészt, a hadak urát abból a rézhordóból, amelybe Alóeusz gigász fiai, Ótosz és Ephilatész börtönözték be. A hordóban leláncolt Árész 13 hónapot raboskodott, s ez idő alatt a földön béke honolt.
- Segítette Perszeuszt, amikor az a Gorgóval harcolt
- Héraklésznek is segítségére volt, amikor Héraklész Eurüsztheusz királynál teljesítette egyik feladatát
- Ő kísérte az Alvilágba le és vissza Orpheuszt
- Valamint Odüsszeusznak is segítségére volt a Trója és Ithaka közötti bolyongása során. Kalandozásai során többször is kisegítette a bolyongó hőst szorult helyzetéből. Ő szabadította ki Odüsszeuszt Kalüpszó nimfa szigetéről is, ahol hajótörést szenvedtek. Kalüpszó megígérte Odüsszeusznak, hogy halhatatlanná teszi, ha viszonozza szerelmét. Ám Hermész egy új hajót állított a nagy utazó rendelkezésére. Amikor a leleményes vándor Kirké szigetén járt, és a boszorkány disznókká akarta változtatni Odüsszeuszt és embereit, Hermész mutatta meg azt a gyógyfüvet, ami segít elkerülni a bajt.

### Gyermekei
Sok fontos teendője mellett nem jutott ideje a nősülésre, ám ez nem azt jelenti, hogy nem hagyott hátra utódokat. Artemisz társnőinek egyikétől, Polümélétől született Eudórosz nevű fia, aki a trójai háborúban Akhilleusz seregének vezére volt. Euandrosz nevű fiának édesanyja vitatott, az egyik változat szerint Themisz, a másik szerint Carmenta nimfa volt. Ez a fia a római Palatinus dombon telepedett le. Herszétől (Kekropsz az első athéni király lánya) született Kephalosz nevű fia. Aphrodité és Hermész szerelméből született meg Hermaphroditosz, akit később Szalmakisz nimfa kérésére vele egybeolvasztottak az istenek s így női és férfi ivarszervei is voltak.
Fiai közül említést érdemelnek még: Autolükosz, a hírhedt csaló és tolvaj; valamint Daphnisz, az új költői és énekes műfaj, a pásztorének megalkotója. Aderosz is az ő fia volt, aki Héraklésznak lett az útitársa, azonban széttépték Diomédész lovai, amikor Héraklész a gondjaira bízta azokat. A legtöbb történetíró Pánt is az ő és egy ismeretlen nimfa gyerekének tartja nyilván.
Néhány szerző az ő gyermekének tulajdonítja a következőket is: Szilénosz, Szatürosz. Leszármazottai között tartják nyilván Odüsszeuszt és Sziszüphoszt is.

## Tisztelete

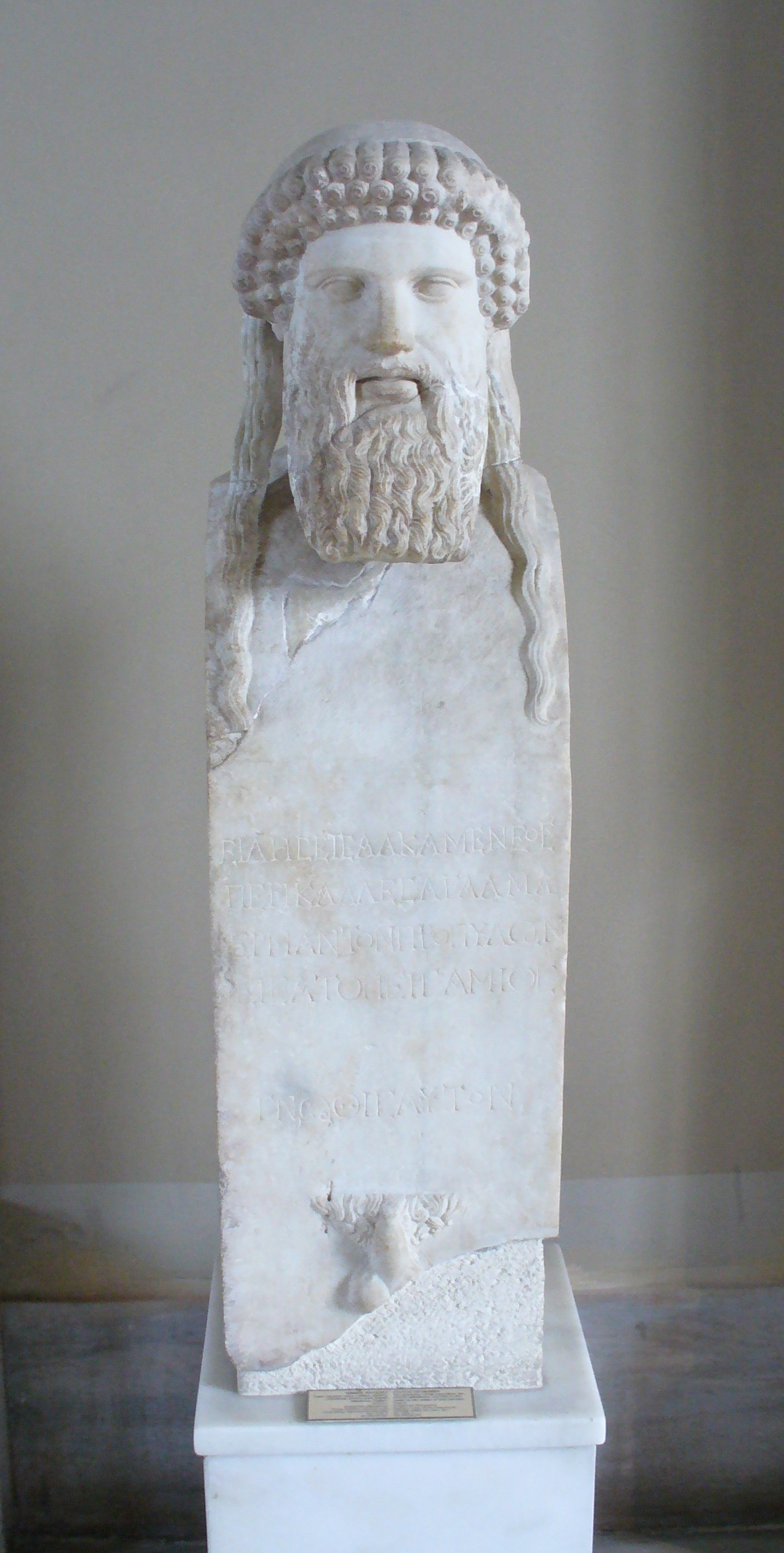
Hellászban az utakat vagy országhatárokat a hermák jelezték. A hermák oszlopfőjén Hermész isten feje díszelgett, és az oszlop lábánál férfi nemi szerv volt ábrázolva.

A görögök a legkorábbi időktől fogva tisztelték Hermészt, erről egy Kr. e. 14-13. századból Knósszoszból előkerült írásos emlékek is tanúskodnak. 
A rómaiak is átvették tiszteletét a Kr. e. 5 század körül. Ők Mercurius néven tisztelték.

### Képzőművészetben
Atletikus alkatú ifjúnak ábrázolták, akinek baljában ott volt a caduceus, szárnyakkal ékesített kalapja volt és szandálján is két-két szárnyacska segítette az istenek követét a gyors haladásban. Mint az istenek és emberek közötti kapcsolat fenntartója, Hermész kísérte le az alvilágba a holt lelkeket és ő hozott esténkét álmot a halandók szemére.
Gyorsasága és sportossága miatt majdnem minden sportcsarnokban ott állt a szobra, és az olimpiai játékokon is az ő alakja fogadta a látogatókat. Szent állata volt a kakas és a teknős, és jelképei közé tartozott a pénzes erszény is. Az ókori Hellászban az utakat vagy országhatárokat úgynevezett hermák jelezték. A hermákat Hermész istenről nevezték el, és egy oszlopot jelentettek, amelynek oszlopfőjén az isten feje díszelgett, és az oszlop lábánál férfi ivarszervek voltak. A hermák védték az utazókat és a határok sérthetetlenségét, az ivarszervek pedig utaltak arra, hogy Hermész jó szerencsét és termékenységet is hozhat.
Hermész a felsoroltak mellett értett a gyógyítás művészetéhez is, ezért alakjával gyakran díszítették a gyógyítást szolgáló intézményeket is.
A görögök két alakmását ábrázolták főleg. Az egyik a hajdani szakállas öreg pásztoristenként képzeli el, a másik az istenek küldönceként a fiatal férfiként pálcával kezében és szárnyas sarukkal és/vagy kalappal.
Szobrászat
- Praxitelész- Hermész a kis Dionüszosszal – Kr. e. 340 körül készült márványból, 1877-ben találták meg Olümpiában, ma is a helyi múzeum (Régészeti Múzeum, Olümpia) őrzi
- Belvederei Hermész – Praxitelész iskolájából származó görög szobor római másolata, mely jelenleg a Vatikáni Múzeumban van
- Lelkeket kalauzoló Hermész, jelenleg az Athéni Nemzeti Régészeti Múzeumban látható
- Pihenő Hermész – Nápoly, Museo Nazionale

- Saruját kötöző Hermész – Párizs, Louvre (Mindkét szobor Lüssziposz Kr. e. 4 századi görög szobrának római másolata)
- Hermész – Kr. e. 5 századból való szobor római másolata, ma New Yorkban, a Metropolitan Museum of Art-ban tekinthető meg.
- rengeteg vázakép maradt fent az istenről, ezeken főleg a lelkeket az alvilágba vezető Hermészt ábrázolják
- Jacopo Sansovino – Mercurius (1537-38), ma a Velencei Logette di San Marco-ban
- Két azonos című Giovanni da Bologna szobor, az egyik a firenzei Museo Nazionale-ben a másik a bécsi Kunsthistoriches Museum-ban
- Adriaen de Vries – Marcurius és Psyché szobra, mely 1593-ban készült, ma a párizsi Louvre-ban
- Jean Baptiste Pigalle – Saruját kötöző Hermész, 1774-ben készült szintén a Louvre-ban
- J.J. Bendl brnói Mercurius-szökőkútja, (1693-99)
- Matthias Bernhard Braun – Mercurius 1715 körül készült, ma a Národni Galerie-ban található

Festészetben
- Antonio Allegri da Correggio – Vénus, Mercurius és Ámor, XVI. század eleje, ma a londoni National Galleryben található
- Tintoretto – A három grácia és Mercurius, (1578), ma a velencei Accademia-ban található
- Rubens – Hermész, Argosz és az elvarázsolt Ió (1635-38)
- Jan Boeckhorst – Hermész és Hersze
- V.V. Rainer – Mercurius a tájban (1717-20)

A XIX. században főként szárnyas kalappal a bankok, biztosítók, kereskedelmi kamarák elmaradhatatlan  díszítő elemévé vált.

## Képtár

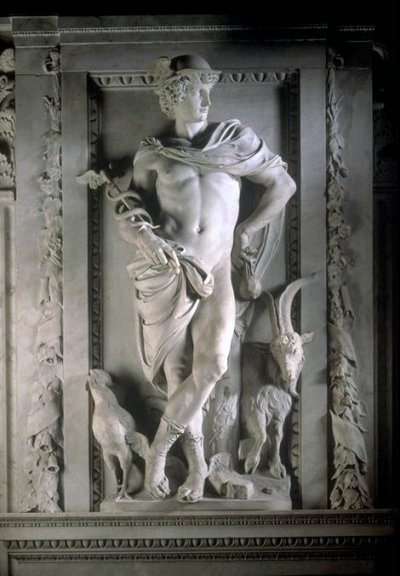
Hermész az attribútumaival (Királyi palota, Amszterdam)
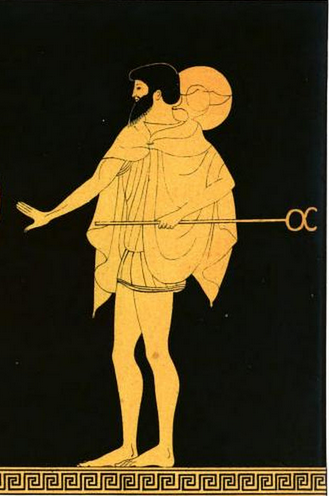
Hermész (antik vázakép)
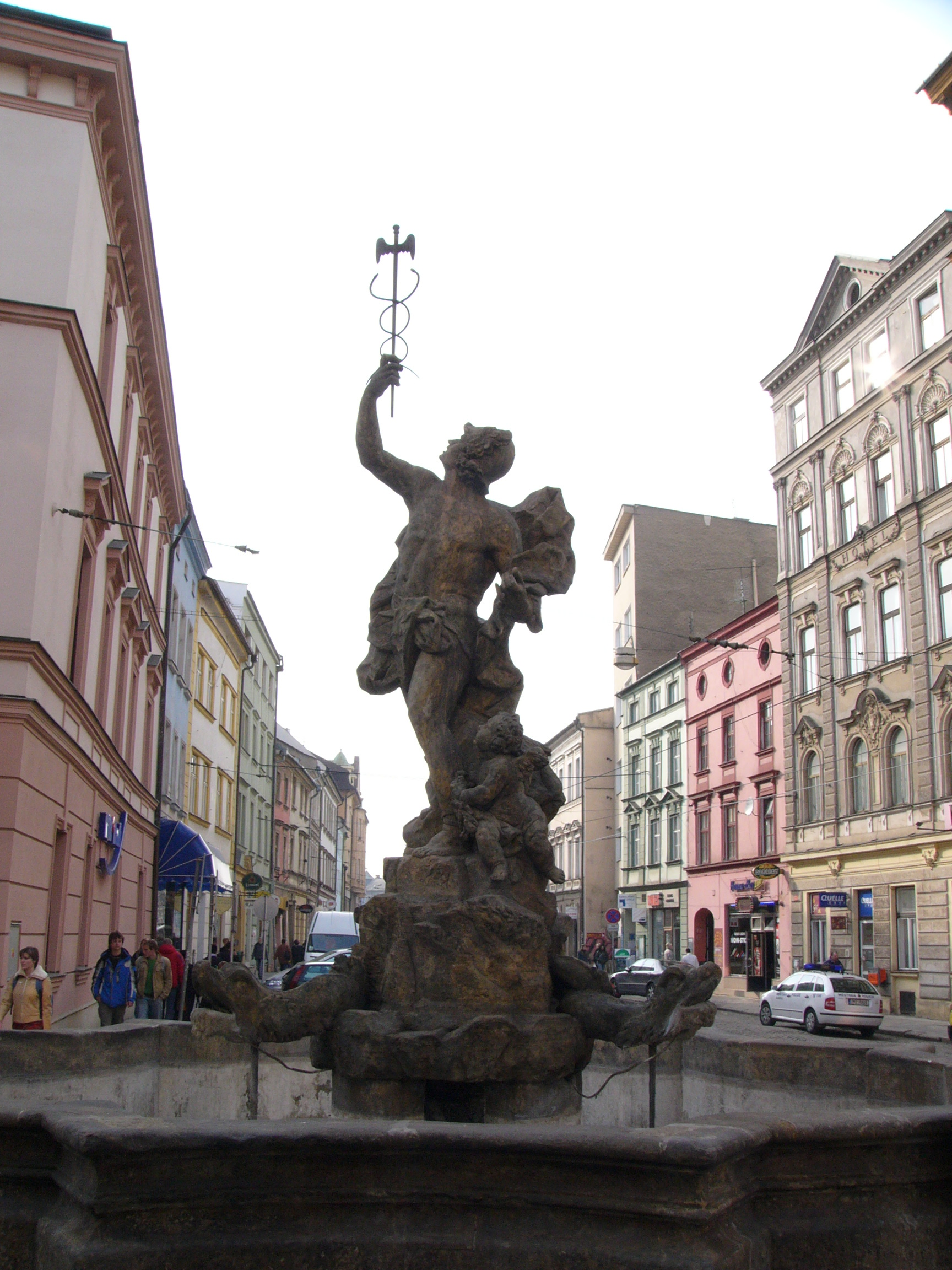
Merkúr szökőkútja Olmützben
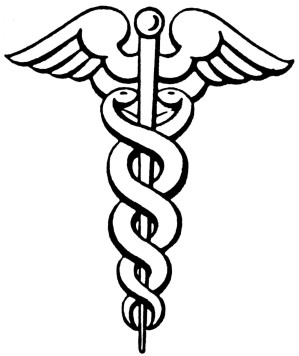
Hermész hírnökbotja
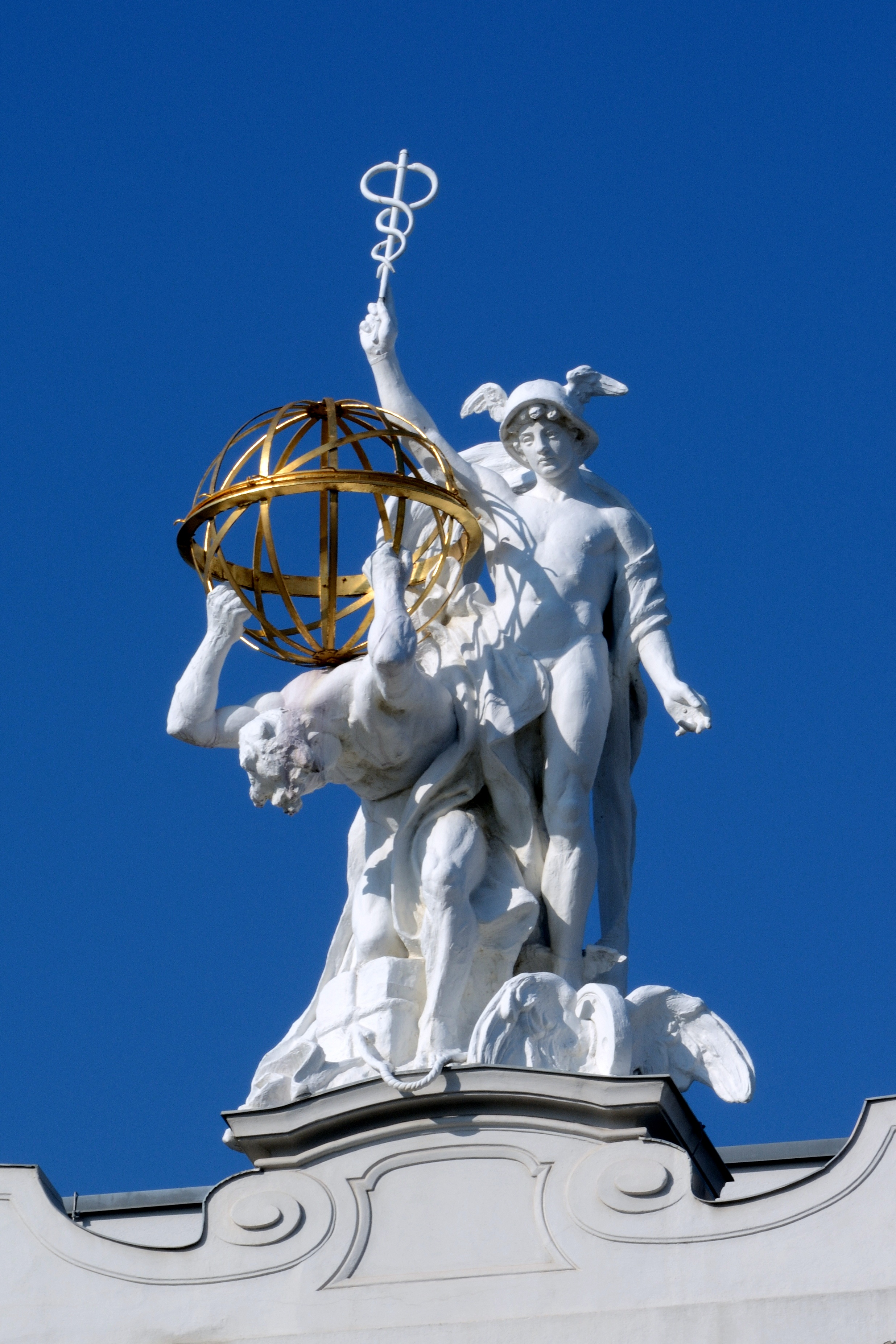
Atlasz és Hermész egy bécsi épület díszítőelemeként
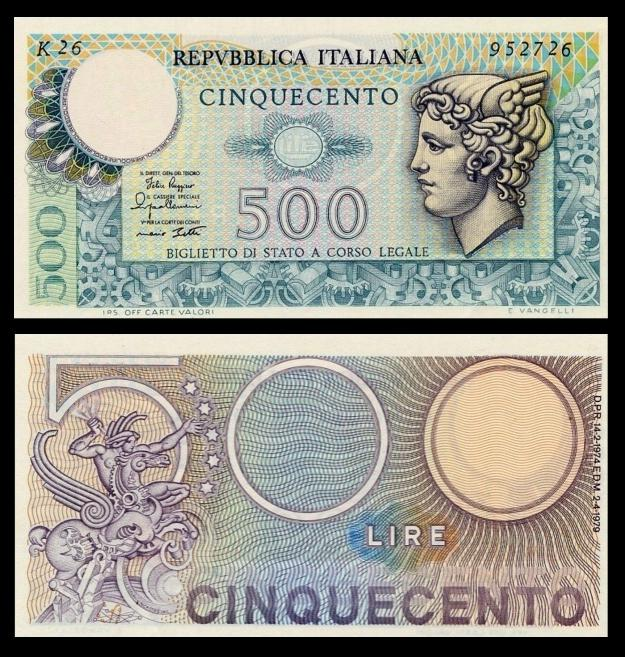
Hermész portréja volt látható az 1974-1982 között kibocsátott olasz 500 lírás előoldalán.